# Morocănoșii
Morocănoșii (titlu original: Grumpy Old Men) este un film american din 1993 regizat de Donald Petrie. În rolurile principale joacă actorii Jack Lemmon și Walter Matthau. Este continuat de filmul Și mai morocănoși din 1995.

## Prezentare
John Gustafson (Jack Lemmon) și Max Goldman (Walter Matthau) sunt doi oameni în vârstă care trăiesc alături unul de celălalt. Ei se ceartă continuu și se insultă reciproc; și fac asta de peste 50 de ani. Într-o zi, Ariel Truax (Ann-Margret) se mută într-o casă de alături. Ambii bărbații se simt atrași de ea, iar  rivalitatea dintre aceștia ajunge să fie și mai îndârjită.

## Distribuție
- Jack Lemmon ca John Gustafson Jr.
- Walter Matthau ca Max Goldman
- Ann-Margret ca Ariel Truax Gustafson
- Burgess Meredith ca John Gustafson Sr.
- Daryl Hannah ca Melanie Gustafson
- Kevin Pollak ca Jacob Goldman
- Ossie Davis ca Chuck (Bait Shop Owner)
- Buck Henry ca Elliott Snyder (IRS Agent)
- Christopher McDonald ca Mike
- Steve Cochran ca Weatherman
- Joe Howard ca Pharmacist
- John Carroll Lynch ca Moving Man
- David James Carlson ca Other Moving Man